# Eamonn Martin
Eamonn Martin (Basildon, Essex, Reino Unido, 9 de octubre de 1958) es un deportista británico retirado, especialista en carreras de fondo. Ganó la maratón de Londres del año 1993, con un tiempo de 2:10:50, y la maratón de Chicago del año 1995.